# J. Alfred Prufrocks kärlekssång
J. Alfred Prufrocks kärlekssång (engelska: The love song of J. Alfred Prufrock), även känd som bara Prufrock, är en dikt från 1915 av den amerikanske författaren T.S. Eliot. Den består av en inre monolog hos en socialt, intellektuellt och andligt frustrerad man i London, med lösa ögonblicksbilder från försök till umgänge och många anspelningar på äldre litteratur. Dikten citerar och anspelar bland annat på Dante Alighieris Inferno, Bibeln, verk av William Shakespeare och de franska symbolisterna.
Ezra Pound, som nyligen hade lärt känna Eliot, läste dikten och ordnade så att den blev tryckt i tidskriften Poetry i juni 1915. Den ingick sedan i diktsamlingen Prufrock and other observations från 1917. Dikten har många gånger pekats ut som en vändpunkt i amerikansk poesi och ett definitivt genombrott för den amerikanska modernismen.
Dikten är tolkad till svenska av Gunnar Ekelöf som J. Alfred Prufrocks kärlekssång.

## Mottagande
Författarna till Modern American poetry, 1865-1950, utgiven 1989, skrev om dikten: "'J. Alfred Prufrocks kärlekssång' har förblivit en kraftfull dikt för samtida läsare för att den fångar den oro, obeslutsamhet och sociala falskhet som Eliot kände var kännetecknande för 1900-talslivet. Det är en själslig resa genom ett kollektivt manligt medvetande som ser den moderna världen berövad på mening, desperat efter mänskliga sammanhang."

## Övrigt
Citatet "force the moment to its crisis" förekommer i ITV's tv-filmatisering av Agatha Christies The Blue Geranium.